# Selles-Saint-Denis
Selles-Saint-Denis   es una población y comuna francesa, en la región de Centro, departamento de Loir y Cher, en el distrito de Romorantin-Lanthenay y cantón de Salbris.

## Demografía
| 1 014 | 1 024 | 1 071 | 1 172 | 1 199 | 1 193 | 1205 |
| Para los censos de 1962 a 1999 la población legal corresponde a la población sin duplicidades (Fuente: INSEE [Consultar]) |       |       |       |       |       |      |